# Socialistische Volkspartij (Mexico)
De Socialistische Volkspartij (Spaans: Partido Popular Socialista, PPS) was een Mexicaanse politieke partij.
De PPS werd opgericht in 1948 door Vicente Lombardo Toledano, voorzitter van de invloedrijke en aan de regerende Institutioneel Revolutionaire Partij (PRI) gelieerde Confederatie van Mexicaanse Arbeiders (CTM),en Narciso Bassols. Hoewel Toledano de partij naar eigen zeggen oprichtte uit onvrede met het in zijn ogen conservatieve beleid van de PRI zagen velen de PPS als een partij die in opdracht van de PRI werd opgericht om de oppositie te kunnen kanaliseren. De PPS steunde dan ook steevast de PRI-kandidaat bij de presidentsverkiezingen en was daarmee een van de satellietpartijen, maar had ook goede betrekkingen met de Mexicaanse Communistische Partij (PCM). De partij had een marxistische ideologie en rechtvaardigde haar steun aan de PRI door te wijzen dat de PRI zich altijd tegen het imperialisme had gekant. De PSS poogde Mexico om te vormen in een samenleving van arbeiders, boeren en intellectuelen, geregeerd door de arbeidersklasse. De PSS sprak haar steun uit voor de Cubaanse Revolutie maar veroordeelde de studentenbeweging van 1968. Na de PRI en de Nationale Actiepartij (PAN), de conservatieve oppositiepartij, was de PPS de grootste partij in Mexico, en bezat doorgaans zo'n 5% van de congreszetels.
Na de dood van Lombardo Toledano in 1968 werd hij opgevolgd door Jorge Cruickshank, die in 1976 een leegloop veroorzaakte toen de PRI toestond dat hij tot senator werd gekozen in ruil voor de erkenning van de nederlaag van de PPS in de gouverneursverkiezingen in Nayarit, waarvan de PRI de uitslag had vervalst. In 1988 brak de PPS met de PRI nadat deze Carlos Salinas als presidentskandidaat opvoerde. De PPS besloot Cuauhtémoc Cárdenas, die een verbond van kleine linkse partijen aanvoerde te steunen. De PPS haalde bij die verkiezingen 49 zetels in het Congres, wat haar beste uitslag zou zijn. Cárdenas werd de verkiezingsoverwinning door fraude ontnomen.
Nadat in 1989 de Partij van de Democratische Revolutie (PRD) was gevormd, een linkse partij die werkelijk oppositie bood in plaats van de schijnoppositie van de PPS verloor de PPS snel aan aanhang. Lombardo's dochter Marcela Lombardo Otero was PPS-kandidaat bij de presidentsverkiezingen van 1994, maar behaalde slechts 0,47% van de stemmen. Bij de congresverkiezingen van 1997 verloor de PPS al haar congreszetels en daarmee de officiële erkenning.
Tegenwoordig zijn er nog enkele splitergroepen actief die de PPS pogen voort te zetten, echter zonder officiële registratie.

## Presidentskandidaten
- 1952: Vicente Lombardo Toledano
- 1958: Adolfo López Mateos
- 1964: Gustavo Díaz Ordaz
- 1970: Luis Echeverría Álvarez
- 1976: José López Portillo
- 1982: Miguel de la Madrid
- 1988: Cuauhtémoc Cárdenas
- 1994: Marcela Lombardo Otero

## Partijvoorzitters
- 1948-1968: Vicente Lombardo Toledano
- 1968-1989: Jorge Cruickshank García
- 1989-1997: Indalecio Sáyago Herrera
- 1997: Manuel Fernández Flores

PAN · PRI · PVEM · PT · MC · Morena